# Geschichte des Quäkertums
Die Geschichte des Quäkertums beginnt Mitte des 17. Jahrhunderts im Nordwesten Englands, zur Zeit des republikanischen „Commonwealth“ nach dem Englischen Bürgerkrieg. Als wichtigste Gründerpersönlichkeit des Quäkertums wird George Fox (1624–1691) angesehen, ein Handwerker und Laienprediger. Zusammen mit den Mennoniten und der Church of the Brethren zählen die Quäker zu den drei „historischen Friedenskirchen“.
Die Religiöse Gesellschaft der Freunde ist eine christliche Religionsgemeinschaft, die ihre meisten Mitglieder heute in Großbritannien, Nordamerika und Afrika hat.

## Überblick
Die Geschichte des Quäkertums lässt sich grob in folgende Phasen einteilen:
1. Ursprünge der Frühen Freunde, 1642–1658 (auch vorkonstitutionelle Periode genannt). In den Turbulenzen des Bürgerkriegs und der Nachkriegszeit des Commonwealths gab es eine Vielzahl von Wanderpredigern, die alle die Autorität der Anglikanischen Kirche ablehnten und eine Rückkehr zu den, aus ihrer Sicht, wahren Wurzeln des Christentums predigten. Daraus entstanden sowohl heute noch verbreitete Glaubensgemeinschaften wie die Baptisten und Quäker, als auch nicht mehr existierende Gemeinschaften wie Fifth Monarchy Men oder Muggletonianer. Diese Phase war von antinomistischen und chiliastische Ideen geprägt, was die ersten Quäker aber noch nicht von damals verbreiteten Strömungen absetzte.[1]
2. Die Zeit der Verfolgung, 1659 bis zirka 1690 (auch erste Periode genannt), war nach der Wiederherstellung der Monarchie unter Karl II. stark durch Verfolgung, aber auch durch starke Missionsarbeit geprägt. In dieser frühen Phase breitete sich das Quäkertum in England und den späteren USA aus.[2][3][4]
3. Die Zeit des Quietismus, zirka 1690 bis zweite Hälfte 18. Jahrhundert (auch zweite Periode genannt), war geprägt durch inneren Rückzug, Separation, Stagnation und Erstarrung, aber auch durch den wirtschaftlichen und gesellschaftlichen Aufstieg.[5]
4. Die Zeit der Wiedererweckung, ab der zweiten Hälfte 18. Jahrhundert bis heute (auch dritte Periode genannt), ist diejenige, die bis heute das Bild von den Quäkern prägt: der friedliche aber radikale Kampf vieler Quäker für Gerechtigkeit an Frauen, Sklaven und Gefangenen; der Einsatz für Frieden und die Linderung von Hunger und Ausbeutung.
5. Die Zeit der Aufspaltungen (ab Mitte 19. Jahrhundert bis heute) ist die der Schismen, Aufspaltungen und Wiedervereinigungen, hervorgerufen durch diverse evangelische, konservative und liberale Strömungen im Quäkertum.

## Vereinigtes Königreich

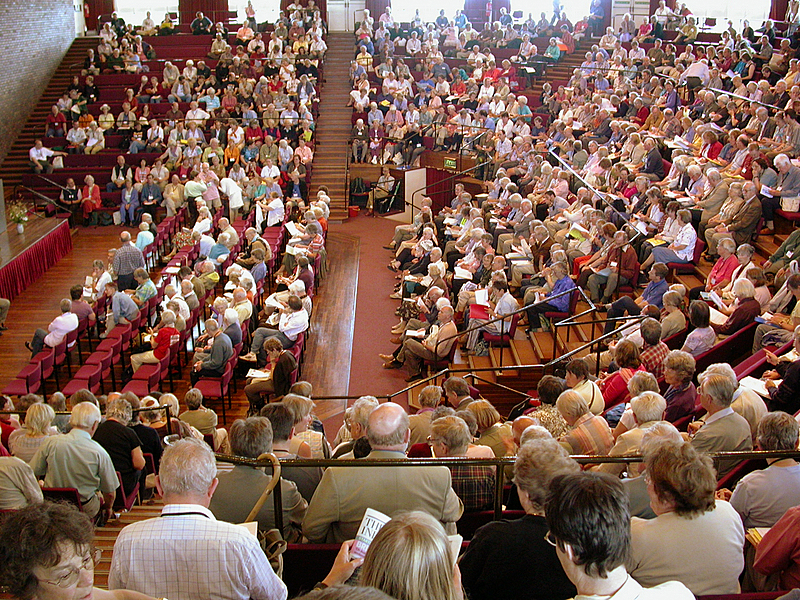
Eine Geschäftsversammlung der britischen Jahresversammlung 2005 in der University of York

Die Geschichte der Quäker beginnt im England des 17. Jahrhunderts. Ursprünglich hatten diese sich selbst nicht als Glaubensgemeinschaft verstanden und waren eine lose Gruppierung. Der Name Quäker (englisch: to quake „beben, zittern“) resultiert aus einer abfälligen Bezeichnung ihrer Gegner, weil die Quäker bei ihrem ersten Auftreten mit Zittern und Entzücken von der Größe und dem Glanz des göttlichen Lichtes redeten, von welchem sie überschüttet würden. Ein Satz von George Fox, den dieser vor einem englischen Gericht ausgesprochen haben soll, gibt dem verbreiteten Namen Quäker einen anderen Ursprung: „Zittere vor dem Worte des Herrn!“ (Ps 2,10f ). Zunächst eint die Quäker lediglich ihre Opposition gegen die etablierte anglikanische Staatskirche und gegen die von ihnen als unaufrichtig empfundenen Puritaner.
Einer der geistigen Führungspersönlichkeiten dieser oppositionellen Bewegung war George Fox, der gleich bei seiner ersten öffentlichen Ansprache 1649, in einer Kirche in Nottingham, verhaftet wurde. Im Laufe seines weiteren Lebens verbüßte Fox insgesamt acht Gefängnisstrafen, in der Regel wegen Blasphemie.
Die Gruppe von Quäker-Wanderprediger, die sich schnell zusammenfand und die ihre Ideen untereinander austauschten und verbreiteten, wurden später als die „Valiant Sixty“ bezeichnet. Diese Quäker-Missionare waren zu ihrer Zeit sehr ungewöhnlich. Denn im Gegensatz zu den meisten anderen Predigten dieser Zeit, die fast ausschließlich männlichen, gut und akademisch ausgebildeten und formal ordinierten waren, waren die meisten Mitglieder der Valiant Sixty einfache Bauern, Handwerker, und zum Teil Frauen. Einige Mitglieder wie George Whitehead, Elizabeth Fletcher, Elizabeth Leavens Jane und Dorothy Waugh waren sogar Teenager, als sie zu predigen anfingen. Die Gegend, aus der sie kamen, der Norden Englands, galt zudem als rückständig.
Da sie sich gegen die bestehende Kirchenstruktur stellten, wurden viele von ihnen inhaftiert und körperlicher misshandelt. Als die Praktiken der Quäker verboten wurden, verstießen sie formal gegen das Gesetz. Ihr Verhalten könnte als frühe Form des zivilen Ungehorsams angesehen werden. Mitglieder der Valiant Sixty bereisten nicht nur England, sondern auch den Rest Großbritanniens, Europa und Nordamerika. Eine von ihnen, Mary Fisher, reiste zu Missionszwecken bis in die Türkei um dem Sultan zu bekehren. Sie wurde freundlich und respektvoll empfangen, im Gegensatz zu John 'Love' Luffe, der seinerseits mit John Perrot zusammen, nach Rom zum Papst reise, um ihn für sein Lebensstil anzuprangern. Für John 'Love' Luffe endete die Reise tödlich und John Perrot konnte nur mit großer Mühe vor dem Tod bewahrt werden.
Eine weitere charismatische und kontroverse Persönlichkeit der Valiant Sixty war James Nayler, der zeitweilig in Konkurrenz zu George Fox trat. Höhe- und Wendepunkt für James Nayler und seine Anhängerschaft war seine Verhaftung wegen Blasphemie in Bristol im Jahr 1656.
Als eine wichtige Figur im Hintergrund der frühen Missionstätigkeit wirkte Margaret Fell (* 1614; † 23. April 1702) mit. Sie vernetzte und organisierte die Hilfs und Missions-tätigkeiten. Die spätere Frau von George Fox (Heirat 1669) gilt auch als die eigentliche Autorin des berühmten Friedenszeugnisses, auch wenn sie die Erklärung selbst nicht unterschrieben hat.
Die gesellschaftliche und politische Haltung zu den Quäkern im 17. Jahrhundert war kontrovers. Noch 1651 bot Oliver Cromwell George Fox den Dienst in seiner Armee im Rang eines Hauptmanns an (was dieser ablehnte), aber schon zu Beginn der 1660er Jahre hatte die Quäker-Verfolgung in England ihren Höhepunkt erreicht. Hunderte Quäker wurden gelyncht, misshandelt, eingesperrt und enteignet.
In den Jahren 1667 bis 1669 wurden von George Fox Monats-, Vierteljahres- und Jahresversammlungen eingerichtet, die bis heute die Struktur der Quäker in der ganzen Welt prägen.
Auch nach Ende der Verfolgungen (Toleranzakte des englischen Parlaments 1689) blieben öffentliche Ämter, politische Mandate und Universitäten noch lange Zeit für Quäker verschlossen – unter anderem, weil sie den Amtseid ablehnten. Viele der Anhänger wanderten deshalb aus, vor allem nach Nordamerika und die Westindischen Inseln oder nach Holland und Friesland.
Die vierte bekannte und für das Quäkertum prägende Persönlichkeit war der Engländer William Penn. Er wurde 1681 Gouverneur von Pennsylvania und ist untrennbar mit der US-amerikanischen (Quäker-)Geschichte verbunden. Penn trat aber auch engagiert für die Völkerverständigung in Europa ein, etwa mit seinem visionären Towards the Present and Future Peace of Europe.
Nach Abklingen der Verfolgung in England zu Anfang des 18. Jahrhunderts wurden Quäker auf wirtschaftlichem Gebiet erfolgreich. Das lag nicht zuletzt auch daran, dass sie durch das „Zeugnis der Integrität“ (Testimony of Integrity) als ehrliche Geschäftspartner einen guten Ruf genossen. Einige Firmen sind immer noch tätig und bekannt, etwa Clarks (Schuhe), Barclays (Bank) und Cadbury Limited (Schokolade, Lebensmittel; 1969 fusioniert zu Cadbury Schweppes).
Mit dem beginnenden wirtschaftlichen Erfolg und der gesellschaftlichen Integration gegen Ende des 17. Jahrhunderts endeten die bis dahin regen Missions-Reisen und -Aktivitäten. Bis zur Mitte des 18. Jahrhunderts kam es zu einer (inneren) Erstarrung. Das karitative Bild des unermüdlich um Gerechtigkeit kämpfenden Quäkers, entstand erst in der zweiten Hälfte des 18. Jahrhunderts, als vor allem US-amerikanische Quäker, aber auch Briten begannen, sich aktiv in der Sklavenfrage zu betätigen und um Frauenrechte zu kämpfen. Bei den zum Teil heftigen Auseinandersetzungen knüpften sie an die Traditionen der ersten Jahre an und sparten dabei nicht selten an Polemik, um ihre Gegner moralisch bloßzustellen, nur dass sie diesmal nicht um ihr eigenes Leben kämpften, sondern um das von anderen.

## Vereinigte Staaten

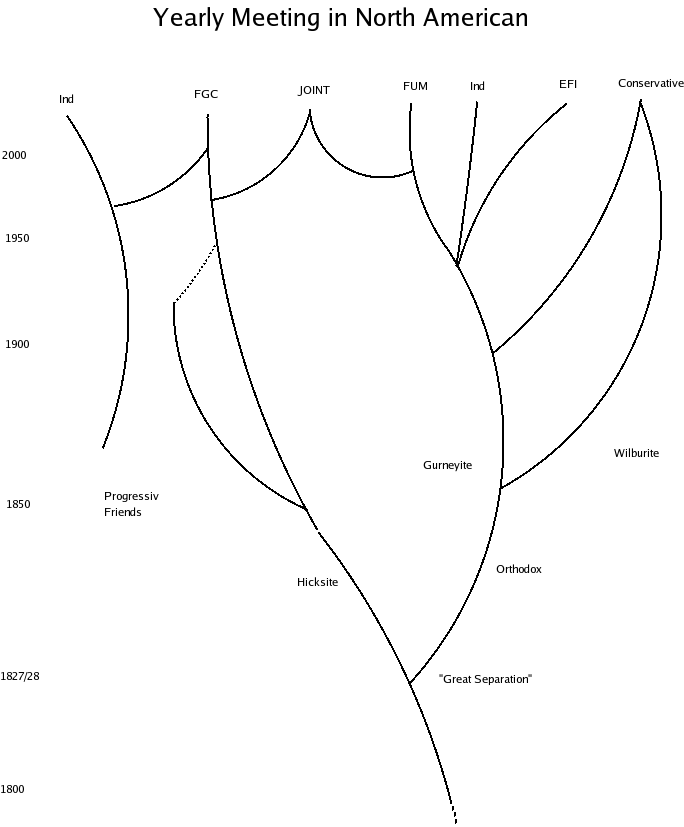
Ausdifferenzierung von Quäkerströmungen in den USA, 1800 bis heute.

Schon früh siedelten sich Quäker in den heutigen USA an. In einigen Teilen der britischen Kolonien in Nordamerika wurde das Quäkertum per Gesetz verboten, so etwa 1657 in Boston. Die Quäkerin Mary Dyer wurde bei Protestaktionen gegen dieses Gesetz in Boston mehrmals verhaftet und zweimal zum Tode verurteilt. Beim zweiten Mal wurde das Urteil vollstreckt; Dyer starb am 1. Juni 1660 am Galgen.
Von 1671 an reiste William Penn in viele europäische Länder und warb für die Quäker-Kolonien in der „Neuen Welt“. Die größte Einwanderungswelle nach Nordamerika kam ab 1681, als Charles II. von England den Quäkern ein großes Landgebiet an der damaligen Westgrenze der besiedelten Gebiete überließ und William Penn zum Gouverneur des später Pennsylvania genannten Gebietes ernannte. Das „heilige Experiment“, wie es Penn nannte, war der einzige jemals existierende Quäker-Staat.
Pennsylvanias Verfassungssystem war mit dem ungewöhnlich liberalen Wahlrecht und der vollen Religionsfreiheit für alle Konfessionen seiner Zeit weit voraus. Aufgrund der Tatsache, dass Penn die Indianer vor Alkohol und ausbeuterischen Weißen schützte und sich strikt an die Landabtretungsverträge hielt, blieb Pennsylvania von indianischen Überfällen verschont. Penn hatte intensiven Kontakt mit den benachbarten indianischen Stämmen, wie den Lenni Lenape oder den Irokesen, er sprach sogar ihre Sprachen. Die Siedlung Philadelphia entwickelte sich schnell zum Zentrum der Quäkerkolonie.
Pennsylvania unterstand aber noch immer der englischen Krone, was von den Quäkern auch nie in Frage gestellt wurde. Es zeigte sich aber im Laufe der Zeit, dass es für die Quäker zu einer moralischen Zerreißprobe wurde. Denn England erwartete von Pennsylvania, dass es sich mit einer eigenen militärischen Streitmacht an Konflikten beteilige. Stattdessen beschloss das Yearly Meeting der Quäker in England 1693, dass die Entrichtung einer Kriegssteuer kein Verstoß gegen das historische Friedenszeugnis der Quäker von 1661 bedeuten würde, so dass die Abgeordneten in Pennsylvania beschließen konnten, der Königin 2000 Pfund für die Ausrüstung einer Expedition gegen das französisch okkupierte Kanada zu gewähren (Money for the Queens Use).
Nachdem diese Zahlungen mehrmals erfolgt waren, vertraten Teile der Quäker in Pennsylvania die Auffassung, dass dies doch im Widerspruch zum Friedenszeugnis stehe. In der Konsequenz gaben die Quäker 1756 ihre Sitze im Abgeordnetenhaus auf, womit das „heilige Experiment“ nach 85 Jahren doch gescheitert war.
Die Versammlung von Philadelphia beschloss 1758 als erste Jahresversammlung die Aufhebung der Sklaverei in ihren Reihen und bestrafte Verstöße dagegen mit dem Ausschluss aus der Religiösen Gesellschaft der Freunde. Die Vorreiter-Rolle der amerikanischen Quäker in Ablehnung der Sklaverei wurde auch von prominenten Zeitgenossen wie Voltaire  deutlich hervorgehoben.

## Deutschland und Österreich

### 17. bis 19. Jahrhundert
Seit Mitte des 17. Jahrhunderts gab es immer wieder kleinere Quäkergruppen, die stark von reisenden englischen Quäkern abhingen. 1657 gab es lose Gruppen unter anderem in Emden, Danzig, Altona, Krefeld, Kriegsheim bei Worms sowie in Friedrichstadt im Herzogtum Schleswig, wo 1677 auch ein erstes Andachtshaus gebaut wurde. Sie waren von dem englischen Quäkermissionar William Ames († 1662) gegründet worden. Die deutschen Quäker gehörten zuerst der Amsterdamer Jahresversammlung an. In der zweiten Hälfte des 17. Jahrhunderts wurden sie verfolgt und mussten Deutschland verlassen. Im Zusammenhang mit dem aufkommenden Pietismus zum Ende des Jahrhunderts entstand jedoch ein neues Interesse am Quäkertum. Wiederum wurden aber auch Schriften gegen die Quäker (Antiquakeriana) verfasst.

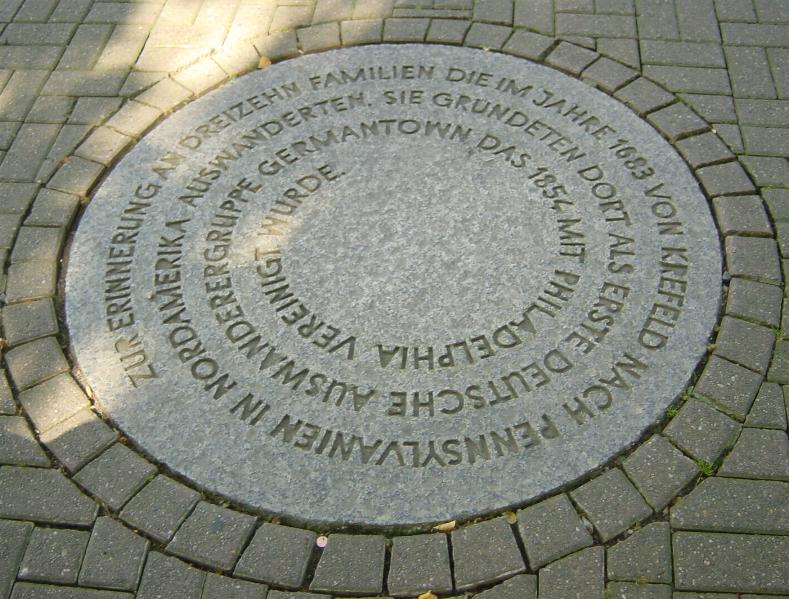
Gedenkstein für die Auswanderer unweit der Dionysiuskirche

1683 wanderten 13 Familien aus Krefeld auf einem Schiff mit dem Namen Concord nach Amerika aus und gründeten in Pennsylvania die Ortschaft Deitscheschteddel, besser bekannt als Germantown (heute ein Stadtteil von Philadelphia). Es handelte sich um Mennoniten, die zum Quäkertum konvertierten. Angeregt und begleitet wurde die Auswanderung von Franz Daniel Pastorius. In der neuen Heimat waren Vertreter der 13 Familien aktiv an wichtigen Kontroversen unter den Quäkern beteiligt. Zum einen riefen sie in der Anti-Sklaverei-Petition dazu auf, die Sklaverei abzuschaffen und zum anderen beteiligten sie sich an der so genannten Keith-Kontroverse, die fast zu dem ersten Schisma in der Quäkergeschichte führte.
Im 18. Jahrhundert besserte sich die Situation der Quäker, nachdem 1791 der Fürst Friedrich von Waldeck und Pyrmont eine erste Duldungsakte erließ. 1792 wurde so bei Pyrmont die Quäkerkolonie Friedensthal gegründet, kleinere Gruppen in Westfalen (z. B. in Minden) folgten. 1800 wurde das Quäkerhaus in Pyrmont gebaut. Es ist nach den Versammlungshäusern in Emden und Friedrichstadt, die sich nicht erhalten haben, das dritte Versammlungshaus der Quäker in Deutschland.
Im 19. Jahrhundert erlebte Friedensthal eine kurze Blütezeit. Goethe, Königin Luise und bedeutende Quäker besuchten die Kolonie – doch bis 1870 kam es zum Niedergang durch die Verpflichtung zum Kriegsdienst und vermehrte Auswanderung. Gleichzeitig setzte die Hilfsarbeit britischer Quäker für Kriegsopfer in Deutschland und Frankreich ein, erstmals unter dem Zeichen der Quäkerhilfe.
In der Mitte des 19. Jahrhunderts bildete sich für einige Jahre eine kleine isolierte Gruppe von Quäkern in Gutmadingen. Aber auch diese verlor einen Teil ihrer Mitglieder durch die Auswanderung in die USA.

### Nach dem Ersten Weltkrieg
Um 1920 bildeten sich in Deutschland drei voneinander unabhängige Quäkergruppen: in Berlin, Stuttgart und Neu-Sonnefeld. Aus der Gruppe in Berlin entstand später die heutige Organisation. Der Zustrom zum Quäkertum speiste sich in dieser Zeit aus den Hilfeleistungen der Quäker und aus dem Pazifismus der Bewegung, entstanden aus den Erfahrungen des Ersten Weltkriegs. Damit verbunden war die Abwendung von den etablierten Kirchen, denen Versagen vorgeworfen wurde.
Die erste Jahresversammlung in Deutschland wurde 1920 in Stuttgart abgehalten. Das Stuttgarter Yearly Meeting (YM) hat mit der heutigen Deutschen Jahresversammlung (DJV) nichts zu tun. Als 1925 die heutige DJV gegründet wurde, gab es für kurze Zeit zwei Jahresversammlungen in Deutschland. Nach der Teilung Deutschlands gab es wiederum – diesmal für einen längeren Zeitraum – zwei getrennte Jahresversammlungen.
Das Stuttgarter YM gab von 1921 bis 1925 wöchentlich (später 14-täglich) die Zeitschrift Der Freund heraus (die Zeitschrift der späteren DJV hieß Der Quäker, heute Quäker). Abendschulen für Erwachsene und Jugendliche wurden eingerichtet. Episteln wurden in alle Welt versandt und aus allen Erdteilen beantwortet.
Das Stuttgarter YM unterhielt Kontakte zu Fritchley-Quäkern, die sich mit einer eigenen Ordnung des Zusammenlebens vom London Yearly Meeting distanzierten. Fritchley-Quäker wollten die Bibel nicht als einzigen Maßstab für christliches Leben gelten lassen. Sie betonten die Bedeutung der „inneren Stimme“ und sahen sich damit in der Nachfolge der frühen Quäker des 17. Jahrhunderts. Fritchley-Quäker (auch als „New Light“ bekannt) glaubten an eine fortwährende Offenbarung, während das London Yearly Meeting eine immerwährend gültige Offenbarung vertrat.
Die Ausrichtung des Stuttgarter YM war konservativ und moralisch streng. Geheiratet wurde nur innerhalb der eigenen Glaubensgemeinschaft. Alkohol, Tabak, Musik und Luxus waren tabu, einfache Kleidung wurde empfohlen. Gegen Alkohol und Tabak wurden Sonderhefte herausgegeben. Vegetarismus wurde energisch vertreten und bekam breiten Raum in den Publikationen. Es bestanden Verbindungen zur Lebensreform und zur „Wüstenrot-Idee“. Es gab auch ein Interesse an genossenschaftlichen Experimenten. Auch wurde die Stimme gegen Ausbeutung, Ungerechtigkeit und Kapitalismus erhoben. Sozialismus und Kommunismus wurden jedoch abgelehnt.
1922 wurde das zweite Stuttgarter YM abgehalten. Konflikte mit dem London Yearly Meeting führten dazu, dass sich die Gruppe ab 1. Mai 1922 den Namen Religiöse Gesellschaft der Freunde in Deutschland e. V. gab, ohne das „Quäker“ im Namen.
Die Schriften des Stuttgarter YM fielen auf fruchtbaren Boden. Es entstanden Andachtsversammlungen in Cannstatt, Pfullingen, Unterhausen bei Reutlingen, Fürth, Markt Oberndorf, Lauffen am Neckar, Altusried und Rommelsbach, Erfurt, Stettin, Altenbochum und auch in Berlin.

### Weitere Entwicklung
Die Deutsche Jahresversammlung der Religiösen Gesellschaft der Freunde wurde 1925 in Eisenach gegründet. Nach der Auflösung des Stuttgarter YM traten einige Mitglieder zur neuen DJV über.
Zur weiteren Entwicklung siehe Deutsche Jahresversammlung.

## Weiterführende Literatur
Deutsch
- Manfred Henke: Wir haben nicht einen Bettler unter uns. Studien zur Sozialgeschichte der frühen Quäkerbewegung. be.bra Wissenschaftsverlag, Berlin 2014, ISBN 978-3-95410-027-9

Englisch
- Stephen W. Angell & Pink Dandelion (Hrsg.): The Oxford Handbook of Quaker Studies. Oxford University, Oxford 2013, ISBN 978-0-19-960867-6.
- Pink Dandelion: An introduction to Quakerism. Cambridge University, Cambridge 2007, ISBN 978-0-521-84111-5.
- Thomas D. Hamm: The Quakers in America. Columbia University, New York 2003, ISBN 0-231-12362-0.
- Hans A. Schmitt: Quakers and Nazis. Inner Light in Outer Darkness. University of Missouri Press, Columbia / London 1997, ISBN 0-8262-1134-8.